# Jonction (Metro de Charleroi)
La estación de Jonction es una estación de la red de Metro de Charleroi, operada por la línea .

## Presentación
Como el resto de estaciones de Anderlues, conserva la parada en la calle, tal y como era con los antiguos tranvías de la SNCV.

## Accesos
- Rue de la Station

## Conexiones
| Línea | Procedencia        | Parada             | Destino                    |
| ----- | ------------------ | ------------------ | -------------------------- |
| 91    | ANDERLUES Monument | ANDERLUES Jonction | MONTIGNY-LE-TILLEUL Vésale |
| 119   | ANDERLUES Jonction | ANDERLUES Jonction | BEAUMONT Athénée           |

| Línea | Procedencia        | Parada             | Destino                      |
| ----- | ------------------ | ------------------ | ---------------------------- |
| 30    | ANDERLUES Jonction | ANDERLUES Jonction | THIEU Ascenseur Strépy-Thieu |
| 136   | ANDERLUES Jonction | ANDERLUES Jonction | LA LOUVIÈRE Tivoli           |